# Xuan ye
La teoria Xuan Ye, o semplicemente Xuan Ye, è una teoria sulla struttura dell'universo che apparve in Cina fra il 220 a.C. e il 202 a.C., durante la Dinastia Han.

## La teoria
La teoria Xuan Ye definiva l'universo come senza forma e senza limiti. Secondo la stessa, lo spazio era vuoto e i corpi celesti vi fluttuavano in sospensione.
I cinesi avevano scoperto l'infinito.
Questa era una delle tre teorie dell'astronomia cinese sulla struttura dell'universo, insieme alla teoria di Hun Tian, secondo cui sia il cielo che la terra sono sferici e la terra galleggia all'interno del cielo in acqua e vapore, e a quella di Gai Tian, secondo cui la terra era quadrata e il cielo s'innalzava dai quattro lati.